# منصور مكاوي
منصور عثمان مكاوي (1944 - 5 يناير 2010) هو كاتب مسرحي وكاتب سيناريو مصري.

## حياته ونشاته
ولد عام 1944م بقرية المقاطعة مركز السنبلاوين محافظة الدقهلية. تخرج في المعهد العالي للفنون المسرحية قسم ديكور ولكنه اتجه إلى الكتابة المسرحية والروائية حيث حصل على جائزة الدولة التشجيعية من الزعيم الراحل جمال عبد الناصر لكن نتيجة لاراءه الثابتة ومبادئة التي لم يغيرها تم ابعاده عن أي منصب في وزارة الثقافة المصرية في فترة السبعينات وذلك خلال حكم الرئيس الراحل محمد أنور السادات.

## مسيرته
قام بكتابة العديد من المسرحيات التي عرضت على مسرح الدولة بمصر وأنتج بعضها في الإذاعة والتلفزيون
ظل طوال حياته عازفا عن الشهرة مفضلا العزلة والإبداع. استقدمته سلطنة عمان للعمل على تحديث النصوص المسرحية هناك في فترة الثمانينات (1982) حيث قام بعمل نهضة مسرحية في مسرح الشباب في عمان وهي ذات الاثر في المسرح العماني حتى الآن.
عمل وكيلا لوزير الثقافة بمحافظة الدقهليه قبيل تقاعده في سن التقاعد. حاصل على جائزة مؤسسة ساويرس للتنمية الاجتماعبة عام 2010م حيث من المفارقات انه عندما اتصلوا ببيته لابلاغه بحصوله على الجائزة لتسلمها في يوم 9 يناير 2010م أخبروهم انه قد توفي في تاريخ 5 يناير 2010م.

## أعماله
- الزفاف.
- المهر (مسرحية من بطولة شريف منير ومدحت صالح).
- خيل الحكومة (مسرحية بطولة سميحة أيوب، عبد الله غيث، محمدالشويحي).
- الراية.
- طيور بلا أجنحة (مسلسل بطولة سميحة أيوب وعبد الله غيث وصلاح منصور وتيسير فهمي وأحمد زكي وفاروق الفيشاوي ويحيى الفخراني).
- الذاكرة
- الطوى

من أهم أعماله التي تجسد الحياة في مصر خلال فترة حكم الفراعنة:
- أخناتون.[3]
- الأوله في الغرام.